# Apollyon (musicien)
Pour le personnage de l'Apocalypse, voir Apollyon.
Apollyon, né le 1er avril 1974 sous le nom de Ole Jørgen Moe, est un musicien multi-instrumentiste norvégien de metal.
Il a joué dans les groupes Dødheimsgard, Cadaver et Immortal. Il joue actuellement dans le groupe Aura Noir. Il a aussi été vocaliste de session pour le groupe Darkthrone pour les albums Plaguewielder et Sardonic Wrath. Il a également été guitariste live pour Gorgoroth entre 2003 et 2004.

## Groupes

### Groupes actuels
- Aura Noir (guitare, basse, chant, batterie)
- Lamented Souls (guitare, chant, batterie)
- Waklevören (batterie)
- Two Trains (guitare)

### Anciens groupes
- Dødheimsgard (guitare, basse, chant, batterie)
- Cadaver Inc. (chant, basse)
- Gorgoroth (guitare, membre en live)
- Immortal (basse)

## Discographie

### Aura Noir
- Two Voices One King (unreleased demo) (1994)
- Dreams Like Deserts… (EP) (1995)
- Black Thrash Attack (1996)
- Deep Tracts of Hell (1998)
- Increased Damnation (2000)
- The Merciless (2004)
- Hades Rise (2008)

### Dødheimsgard
- Monumental Possession (1996)
- Satanic Art (EP) (1998)
- 666 International (1999)

### Cadaver
- Primal (2000)
- Discipline (2001)
- Live Inferno (2002)
- Necrosis (2004)

### Lamented Souls
- Soulstorm (demo) (1993)
- Demo (demo) (1995)
- Essence of Wounds (7") (2003)
- The Origins of Misery (2004)

### Gorgoroth
- Black Mass Krakow 2004 (DVD) (2004)

### Waklevören
- Brutal Agenda (2005)
- Tiden lager alle sår (2007)

### Two Trains
- Two Trains (2004)

### Darkthrone
- Plaguewielder (2001)
- Sardonic Wrath (2004)

### Audiopain
- 1986 (EP) (2000)

### Immortal
- All Shall Fall (2009)